# デザートゲイター
デザートゲイターは、2005年6月、タミヤよりリリースされた電動ラジコンバギーである。
組み立てキットは2005年6月15日発売、価格は11,340円（税込み）。送信機など全てがセットになった完成品タイプは2005年11月29日発売、価格は21,840円（税込）。
先だって発売されたスーパーファイターGと同様「DT-02」シャーシを採用し、一部に材質見直しなどの変更が加えられている。シャーシ以外にもレースシーンを見据えた各種装備が与えられている。

## 基本スペック
- スケール：1/10
- 全長：384mm 全幅：248mm 全高：137mm　ホイールベース：260mm　本体重量：1,042g
- シャーシ：ABS樹脂製バスタブフレーム
- サスペンション：調整式ダブルウィッシュボーン四輪独立懸架、ダイヤフラム式 C.V.A.オイルダンパー装備（F：ミニ / R：ショート）
- タイヤ：F/直線グルーブド中空ラバータイヤ（ワイドグルーブドタイヤ）/R：スパイクパターン中空ラバータイヤ（スクエアスパイクタイヤ）
- モーター：マブチRS-540SH付属
- ボディ：ポリカーボネート製（レキサン）
- 駆動方式：後輪二輪駆動
- プリセット減速比…9.28:1（S=55,P=17:m=0.8）
- フルボールベアリング標準装備

## スーパーファイターGとの相違点
- 素材変更によるボディ軽量化
- ドライブシャフト、ジョイントカップをスチール製に変更。

剛性が上がり駆動効率の向上を狙っているが、シナリが失われ駆動系への負担が増加する（ギア周りが破損しやすくなる）との意見も見られる。
- ダンパーをオイルダンパーへ変更。
- サスペンションのアッパーアームを調整式に変更。
- ギアボックスの素材変更（透明から黒に変更）

素材変更により剛性がアップ。（スーパーファイターGでも後期ロットからは黒ギアケースを採用）
- タイヤの変更
- ボールベアリング装備

## 特徴
いままで入門用として簡素な構造を追求するあまり、特殊な構造を採用していたタミヤ2WDオフロードモデルであったが、DT-02はハイエンドモデルに通じる車体構成を採用したことによって、入門向けのモデルとしては良好な運動性能を得ている。
標準装備のワイドグルーブドタイヤは規格こそ一般的サイズになったもののグリップ力が低く、強いアンダーステアを示す傾向である。また、ハイエンドモデルのエッセンスを加味してあるとはいえ、入門用モデルという位置づけであり他社ハイエンドモデルと比べるとやはり走行性能に劣るため、対等に渡り合うためには相当なチューニングが必要となる。

## 派生・同系統モデル
- スーパーファイターG

タミヤ久々のオフロードバギーの新作として、先だって発売された同系列車。2005年3月発売。ベーシックモデルらしく、最低限の装備（フリクションダンパー、樹脂製ドッグボーン、プレーン軸受など）にボディは塗装の手間を省くこともできるよう、ABS樹脂製とされている。価格は8,190円（税込）と、DT-02系列では最も安価である。2011年5月にはマイナーチェンジ版である「スーパーファイターGR」が発売（価格は9,240円（税込）とやや上昇）。
- サンドバイパー

デザートゲイターとボディ、ホイールが異なる同系列車。組み立てキットは2006年7月26日発売、完成品タイプは2006年7月26日発売。価格はデザートゲイターと同じ。
- DT-02MS

2007年10月発売。サンドバイパーをベースにアルミダンパー、ボールデフ等の各種オプションを装備したフルオプションモデル。購入層に合わせて選択の幅を持たせるべく、タイヤ、モーターは別売りとされている。価格も20,790円（税込）とDT-02系列では最も高価（キット価格だけでもスーパーファイターGの2.5倍、デザートゲイター等の1.8倍）である。
- ネオファルコン

2008年2月発売。ミニ四駆PROで販売されたモデルのRC化。シャーシはデザートゲイターと同仕様。
- ホリデーバギー2010

2010年8月発売。1980年に発売された廉価版RC・ホリデーバギーの復刻版であるが、他の復刻版バギーと違いシャーシを復刻せず、DT-02シャーシ（上記スーパーファイターGとほぼ同仕様）を流用する形となったが、モーターはオリジナル同様の380タイプにデチューンされた（540タイプも使用可）。
当時のユーザーを対象にした名車の（忠実、もしくは現行に合わせた改良を施した）復刻版とは違い、前述のシャーシ変更に加えてドライバー人形を塗装済みにしたり組立説明図を一回り大きくして見やすくするなど、「当時のユーザーとその子供世代」を対象にした入門機（実質スーパーファイターGの後継）としての性格を持つ。価格は9,030円（税込）。
公式サイトの製品情報